# Cresciano

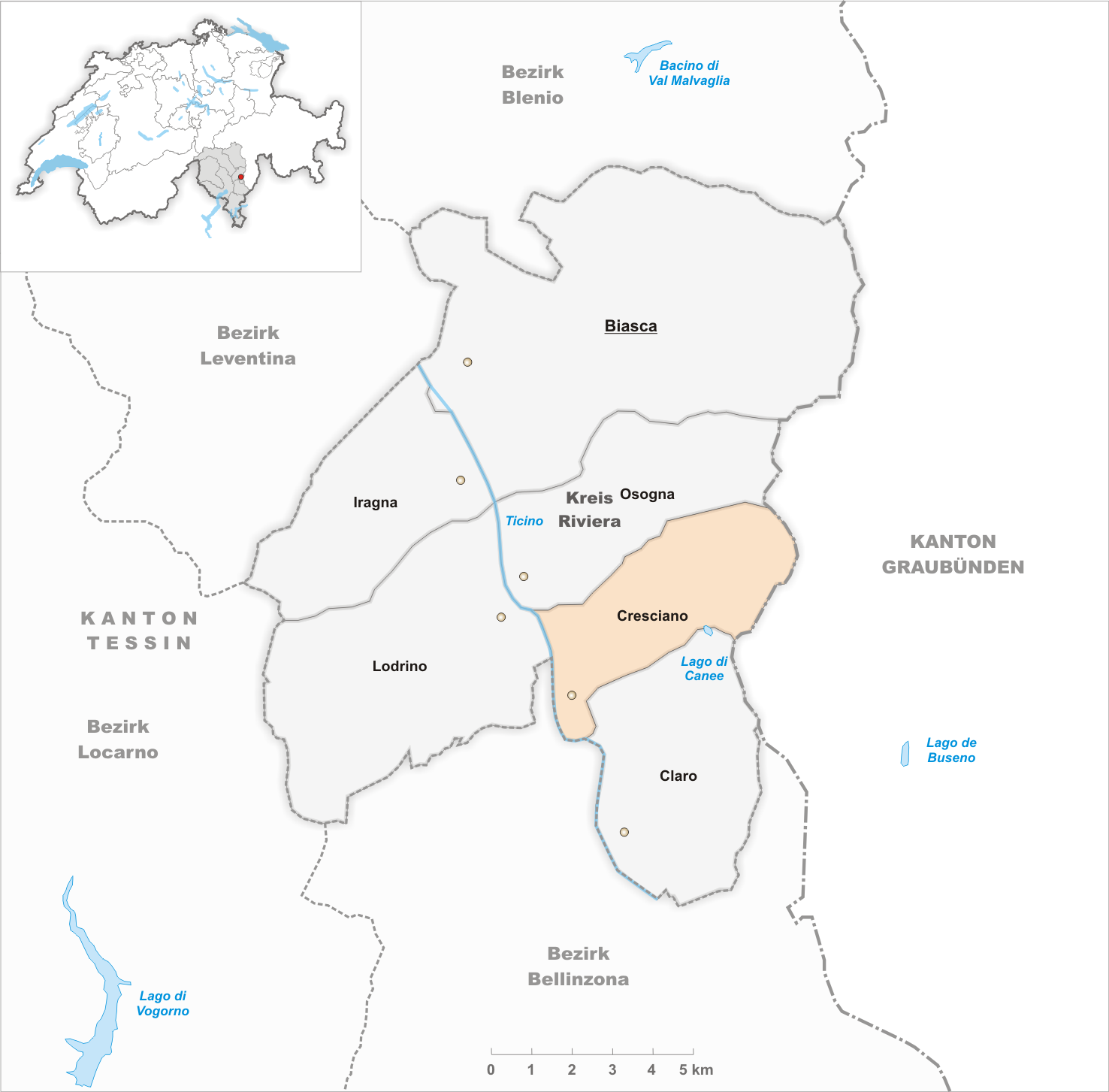
Gemeindestand vor der Fusion am 1. April 2017

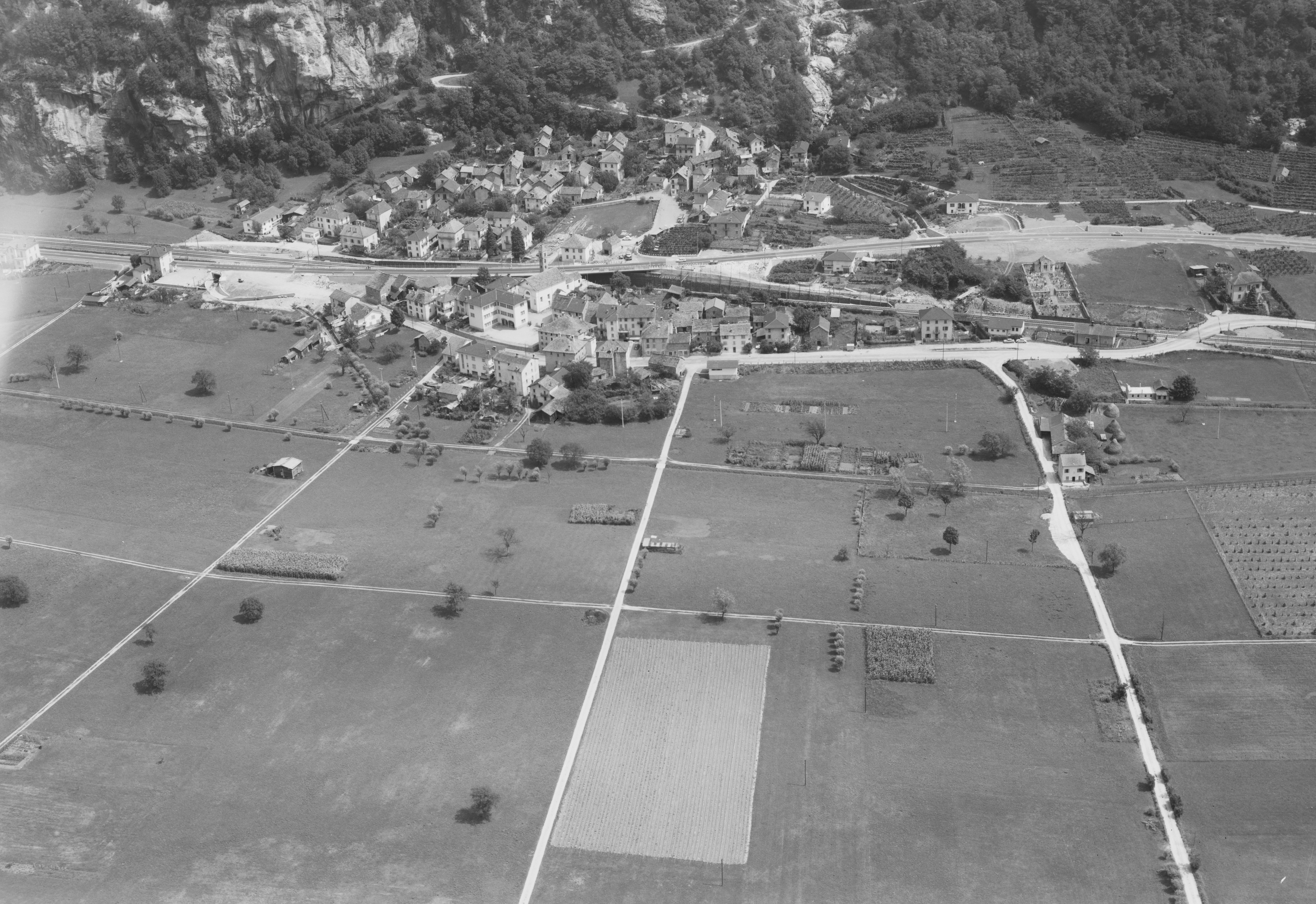
Werner Friedli (Fotograf): Cresciano, historisches Luftbild (1964)

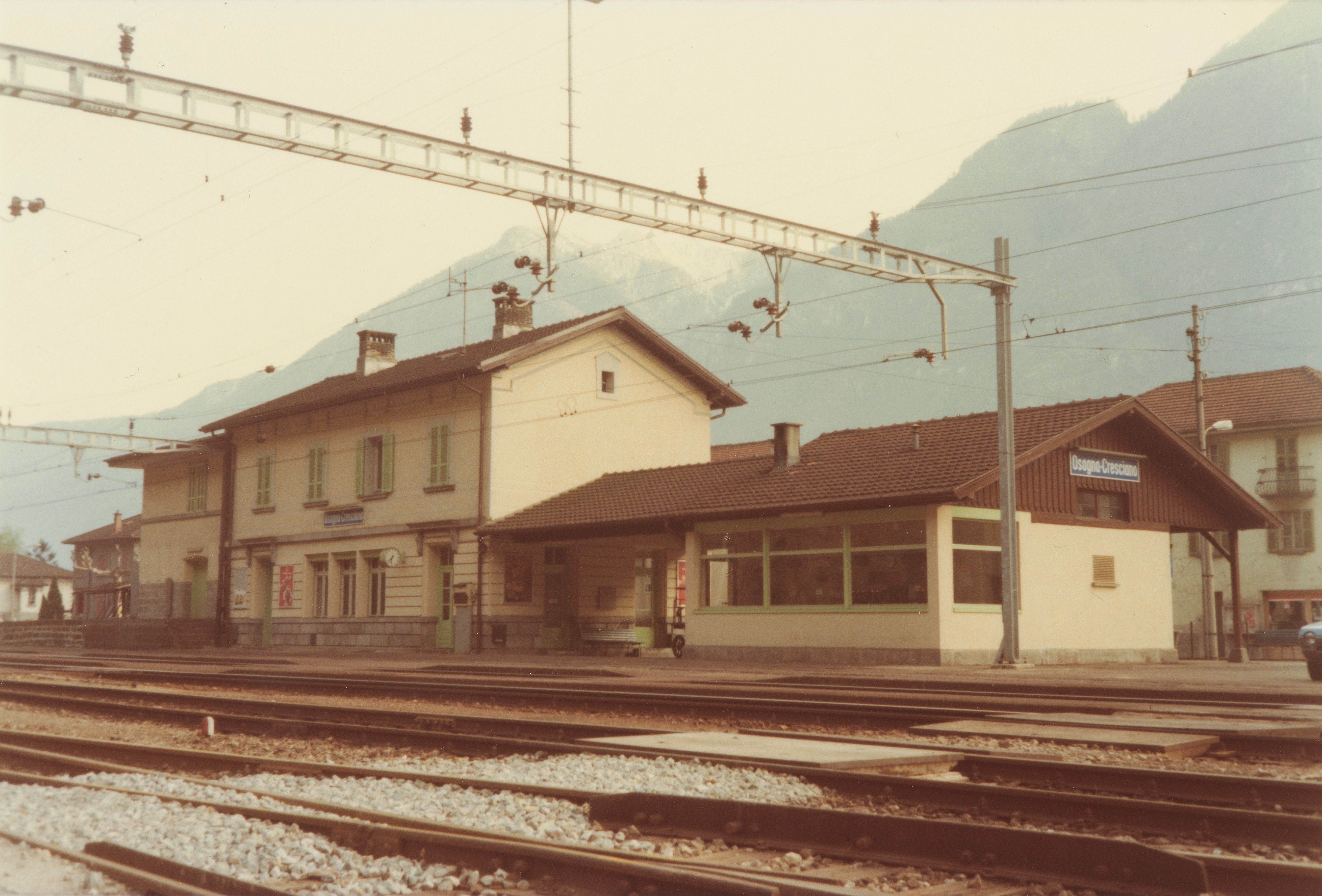
Bahnhof Cresciano, historisches Bild

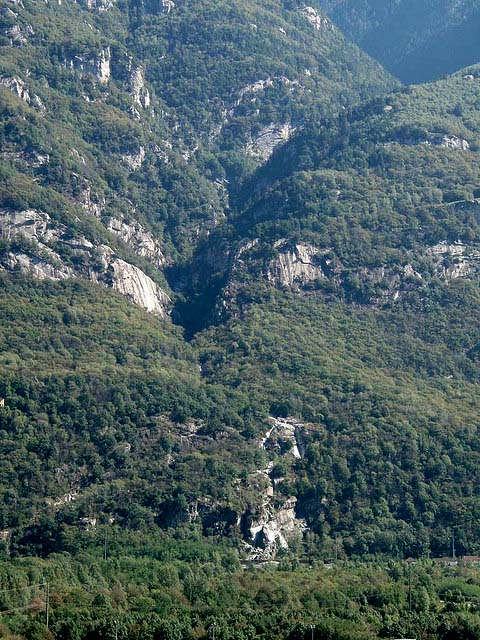
Val Cresciano (Hinterer Teil)

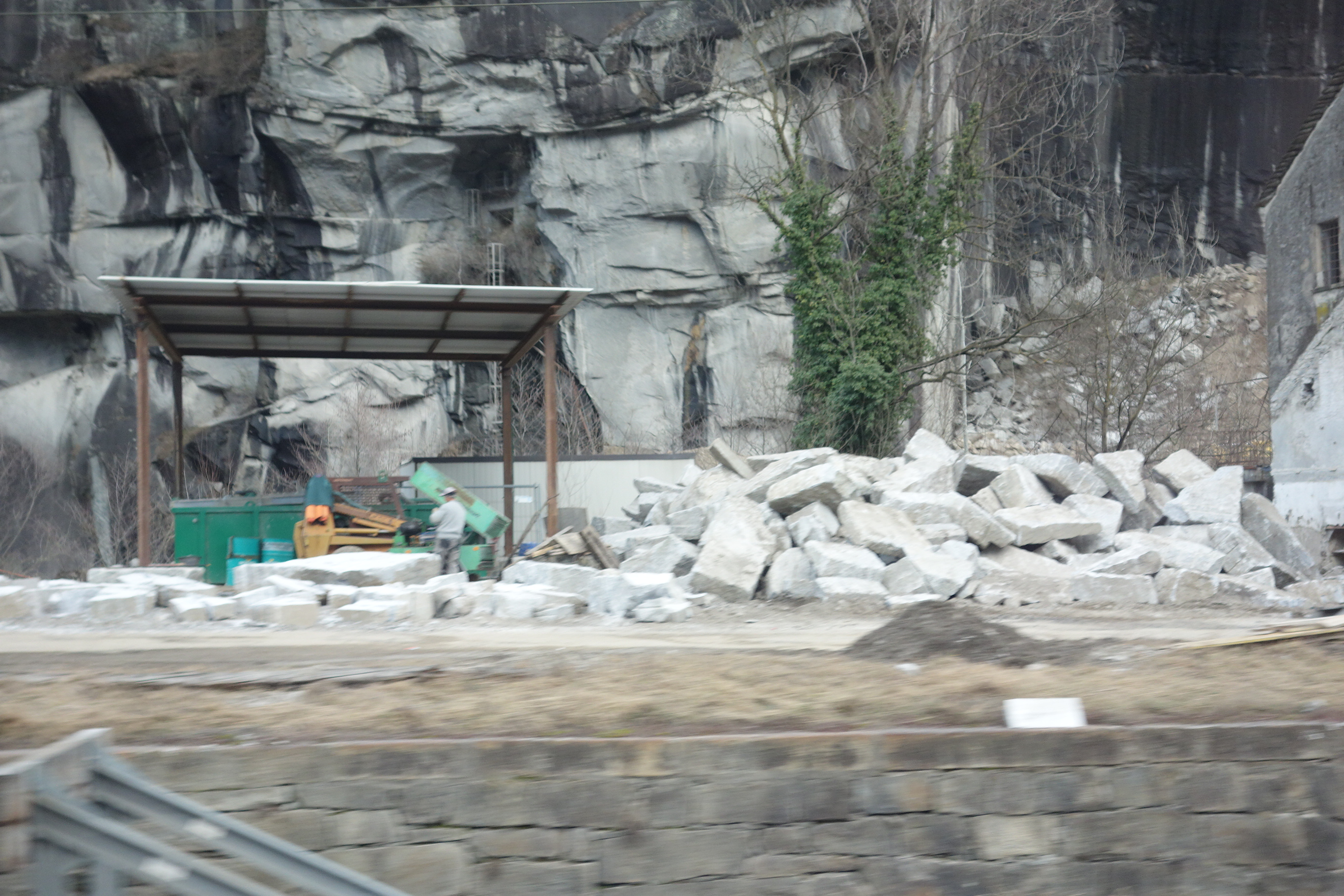
Infanteriebunker Cava Serta A 8131

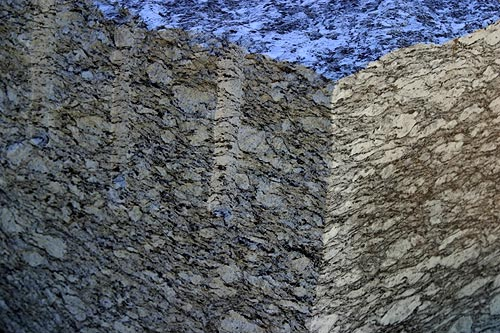
Cresciano Granit

Cresciano ist ein Dorf in der Gemeinde Riviera, Bezirk Riviera, im Schweizer Kanton Tessin. Cresciano war eine selbständige politische Gemeinde, bis es am 2. April 2017 mit den damaligen Gemeinden Iragna, Lodrino und Osogna zur neuen Gemeinde Riviera fusionierte.

## Geografie
Das Dorf liegt auf dem Talboden des Rivieratals am östlichen Ufer des Flusses Ticino etwa 10 km nördlich der Kantonshauptstadt Bellinzona.

## Geschichte
Das Dorf ist erstmals 978 als Cressianicum erwähnt. Im sogenannten Ladrital wurden 1874–1875 Gegenstände aus der Bronzezeit gefunden. 978 bestätigte Kaiser Otto II. (HRR) der Abtei San Pietro in Ciel d’Oro von Pavia deren Besitzungen in Cresciano. 1261 bildete das Dorf eine vicinia; es gehörte zur Gastaldia von Claro TI. 1355 und 1467 war es dem Podestà von Claro unterstellt, aber 1333 war es in kirchlicher und ziviler Hinsicht selbständig.
Im Jahr 1356 liess der Erzbischof von Mailand, Giovanni Visconti, von den Domherren von Mailand das Lehen von Cresciano seinem Neffen Bernabò übertragen. Am 19. November 1434 befreite der Herzog Filippo Maria Visconti Cresciano von seiner Steuerpflicht gegenüber Bellinzona und gewährte ihm 1450 die zivile Selbständigkeit.
Am 2. April 2017 wurde Cresciano nach Riviera eingemeindet. Es bildet aber nach wie vor eine eigenständige Bürgergemeinde.

## Bevölkerung
Einwohnerzahlen: Volkszählungsdaten

## Wirtschaft
Eine bedeutende Rolle im wirtschaftlichen Leben Crescianos und seiner Nachbarorte spielen seit etwa 1880 die Granitsteinbrüche und die Anlagen zur Sand- und Kiesgewinnung am Fluss Tessin. Diese Steinbrüche waren während der Blütezeit des Granitabbaus Ende des 19. und im 20. Jahrhundert eine wichtige Einnahmequelle.

## Verkehr und Infrastruktur
Bahnverkehr
Cresciano verfügt über den historischen Bahnhof Osogna-Cresciano, der 1882 erbaut wurde und zur Gotthardbahn gehört. Der Bahnhof liegt an der strategisch wichtigen Gotthard-Südrampe und ist Teil der historischen Bahninfrastruktur im Tessin.
Öffentlicher Verkehr
Die Buslinie 221 stellt die wichtigste öffentliche Verkehrsverbindung dar und verkehrt auf der Strecke Bellinzona - Claro - Osogna - Biasca mit mehreren Haltestellen in Cresciano.
Straßenverkehr
Cresciano ist über die A2-Autobahn (Gotthard-Route) gut erreichbar und liegt an der historischen Gotthard-Verkehrsachse.

## Sehenswürdigkeiten
- Pfarrkirche San Vincenzo[8] erwähnt 1315[9][10]
- Oratorium Sankt Karl Borromäus im Ortsteil Sottosasso (17. Jahrhundert)[9]
- Turm da Corsenca (Ruine)[9]
- Schalenstein im Ortsteil Ghèisc (680 m ü. M.)[11]

## Sport

### Bouldern
Cresciano ist bei Sportkletterern aus der ganzen Welt bekannt. Neben dem Magic Wood in Ausserferrera und Chironico ist es eines der Topspots für Boulderer in der Schweiz. Aufgrund der Gesteinsbeschaffenheit des lokalen Gneis sind die Klettereien meist technisch herausfordernd.

#### Schwierige Probleme
In Cresciano wurden unter anderem folgende schwierigen Bouldern-Probleme erstbegangen:
- 8c/V15:
  - The Story Of Two Worlds – 9. Januar 2005 – Dave Graham
- 8b+/V14:
  - Confessions – 14. Februar 2005 – Dave Graham
  - The Dagger – 21. März 2003 – Toni Lamprecht
  - Dreamtime – November 2000 – Fred Nicole

### Fussball
- FC Juventus Cresciano[12]

## Persönlichkeiten
- Camillo Jelmini (* 29. September 1925 in Cresciano; † 16. Juni 1997 in Zürich), Anwalt und Notar in Lugano, Tessiner Grossrat, Nationalrat und Ständerat[13]
- Renata L. Scapozza (* 8. Dezember 1949 in Cresciano), aus Corzoneso, Künstlerin, Ausbildung zur Malerin am Centro scolastico per le industrie artistiche (CSIA) in Lugano. Im Jahr 1972 zog sie nach New York und besuchte zunächst die Brooklyn Museum Art School und dann die Arts Students League bis 1976[14][15]